# Deora
Deora è una area agricola degli Stati Uniti d'America, situata nella contea di Baca dello Stato del Colorado.

## Geografia fisica
Secondo i rilevamenti dell'United States Census Bureau, presenta un'altitudine di 1.420 m s.l.m.